# Alberto Jiménez Ure
Alberto Jiménez Ure (Tía Juana, Venezuela, 13 de abril de 1952) es un escritor venezolano. Su obra literaria consta de más de treinta publicaciones en diversos géneros: novela, cuento, ensayo y poesía.

Lector de viejos y nuevos libros de índole filosófica y buen lector de Borges (esto me lo sugiere Acertijos), Jiménez Ure no se plantea la escritura de un modo gratuito sino como camino para la obtención de respuestas o para la formulación de nuevas preguntas, que, para el caso, es lo mismo. La fantasía no es para él «una serpiente que se muerde la cola». Es, sí, un ingrediente importante, más no definitivo.
Freddy Castillo Castellanos, sobre el libro de cuentos Acertijos.

## Obra publicada
En la medida que nos internamos en la obra de Jiménez Ure vamos contemplando el «orgasmo de la palabra» y la fecundación de un pensamiento libre, limpio de toda censura y enfermedad putrefacta: yo lucubro con «Lucubraciones»
Comentario de Ramón E. Azócar con base en el libro de poesías denominado Lucubraciones.

### Poesía
| Año  | Obra                            | Notas |
| ---- | ------------------------------- | --- |
| 1987 | Trasnochos                      | Gobernación del Edo. Mérida, Mérida, Venezuela, 1987.                                                         |
| 1991 | Luxfero                         | Pen Club, Caracas, Venezuela, 1991.                                                                           |
| 1994 | Lucubraciones                   | Universidad de Los Andes, Dirección de Cultura, Mérida, Venezuela, 1994.                                      |
| 1995 | Aciago                          | Universidad de Los Andes, Rectorado y Fundación Cultural «Aleph», Mérida, Venezuela, 1995. Poema fragmentado. |
| 1997 | Revelaciones (1995-1996)        | Pen Club, Caracas, Venezuela, 1997.                                                                           |
| 2000 | Confeso                         | Universidad de Los Andes, Vicerrectorado Académico, Mérida, Venezuela, 2000.                                  |
| 2004 | Iluminado                       | Universidad Centro Occidental Lisandro Alvarado. Barquisimeto, Venezuela, 2004.                               |
| 2004 | Deus                            | Gobierno del Edo. Mérida, Mérida, Venezuela, 2004.                                                            |
| 2008 | Dictados contrarrevolucionarios | Edición de la Universidad de Los Andes, Rectorado, Mérida, Venezuela, 2008.                                   |

### Novela
| Año        | Obra         | Notas |
| ---------- | ------------ | --- |
| 1983       | Lucífugo     | Fondo Editorial Lara, Barquisimeto, Venezuela, 1983.                                                                                                  |
| 1984       | Facia        | Damocles Editores, Barquisimeto, Venezuela, 1984. |
| 1987, 1993 | Aberraciones | Editorial Venezolana, Mérida, Venezuela, 1.ª edición, 1987. 2.ª edición. Universidad de Los Andes, Consejo de Publicaciones. Mérida, Venezuela, 1993. |
| 1993       | Dionisia     | Universidad de Los Andes, Consejo de Publicaciones. Mérida, Venezuela, 1993.                                                                          |
| 1998       | Desahuciados | Monte Ávila Editores, Caracas, Venezuela, 1998. |
| 1994       | Adeptos      | Fondo Editorial Fundarte, Caracas, Venezuela, 1994.                                                                                                   |
| 2007       | Alucinados   | Ediciones Caminos de Altair. Mérida, Venezuela, 2007.                                                                                                 |
| 2009       | Escorias     | Edición de Herederos del Kaos, California, Estados Unidos, Web Site, 2009.                                                                            |

### Libros de cuentos
| Año        | Obra                             | Notas                                                                                         |
| ---------- | -------------------------------- | --------------------------------------------------------------------------------------------- |
| 1976       | Acarigua, escenario de espectros | Ediciones Punto de Fuga, Mérida, Venezuela, 1976.                                             |
| 1979       | Acertijos                        | Universidad de Los Andes, Consejo de Publicaciones, Mérida, Venezuela, 1979.                  |
| 1982       | Inmaculado                       | Monte Ávila Editores, Caracas, Venezuela, 1982.                                               |
| 1982       | Suicidios                        | Universidad de Los Andes, Dirección de Cultura, Mérida, Venezuela, 1982.                      |
| 1986       | Maleficio                        | Gobernación del Edo. Carabobo, Valencia, Venezuela, 1986.                                     |
| 1991, 2002 | Cuentos abominables              | Universidad de Los Andes, Consejo de Publicaciones, Mérida, Venezuela, 1991.                  |
| 1995       | Cuentos escogidos                | Monte Ávila Editores, Caracas, Venezuela, 1995.                                               |
| 1996       | Macabros                         | Universidad de Los Andes, Consejo de Publicaciones, Mérida, Venezuela, 1996.                  |
| 2002       | Abominables                      | Segunda edición ampliada. Universidad de Costa Rica, Costa Rica, 2002.                        |
| 2004       | Perversos                        | Editorial Alfadil. Número 22 de la «Colección Ludens».                                        |
| 2004       | Moralejas                        | Asociación de Escritores de Mérida y Consejo Nacional de la Cultura. Mérida, Venezuela, 2005. |
| 2014       | Absurdos                         | Primera obra publicada de forma únicamente electrónica.                                       |

### Estudios, monografías y ensayos
| Año  | Obra                               | Notas                                                                                    |
| ---- | ---------------------------------- | ---------------------------------------------------------------------------------------- |
| 1988 | Pensamientos dispersos             | Gobernación del Edo. Mérida, Mérida, Venezuela, 1988.                                    |
| 1990 | Epitafios (Reflexiones, 1987-1989) | Asociación de Escritores de Venezuela, Mérida, Venezuela, 1990. Reflexiones.             |
| 1995 | Pensamientos                       | Universidad de Los Andes, Vicerrectorado Académico y Rectorado, Mérida, Venezuela, 1995. |

### Entrevistas
| Año  | Obra                                                                     | Notas                                                                                     |
| ---- | ------------------------------------------------------------------------ | ----------------------------------------------------------------------------------------- |
| 1992 | Inquisiciones (Conversaciones con políticos, académicos e intelectuales) | Universidad de Los Andes, Consejo de Publicaciones, Mérida, Venezuela, 1992. Entrevistas. |

### Otros libros
| Año  | Obra                       | Notas                                                                                           |
| ---- | -------------------------- | ----------------------------------------------------------------------------------------------- |
| 2008 | Pensamientos profanos      | ALEPH universitaria, Mérida, Venezuela, 2008.                                                   |
| 2010 | Decapitados                | Edición de la Alcaldía de Libertador, Mérida, Venezuela, 2010.                                  |
| 2010 | Librepensamiento perpetuus | Edición de la Universidad de Los Andes, Vicerrectorado Administrativo. Mérida, Venezuela, 2010. |
| 2011 | El despotismo              | Edición de EMOOBY, Madeira, Portugal 2011.                                                      |
| 2011 | Proscritos                 | Edición de EMOOBY, Madeira, Portugal 2011.                                                      |
| 2012 | Dictadura de ultimomundano | Anotaciones Libertarias. Editorial Académica Española, 2012.                                    |